# Korhogo
Korhogo je grad u Obali Bjelokosti, u regiji Savanes. Nalazi se na sjeveru države, 110 km južno od tromeđe Obala Bjelokosti-Burkina Faso-Mali. Stanovništvo se većinom bavi poljoprivredom, posebice uzgojem pamuka i riže.
Od 2002. ovo je područje mjesto stalnih oružanih sukoba između vladinih snaga predsjednika Laurenta Gbagboa i pokreta MPCI (Mouvement Patriotique de Côte d'Ivoire).
Godine 1998. Korhogo je imao 142.093 stanovnika, čime je bio peti grad po brojnosti u državi.